# Cerrostrangalia
Cerrostrangalia är ett släkte av skalbaggar. Cerrostrangalia ingår i familjen långhorningar.
Kladogram enligt Catalogue of Life:
| Cerrostrangalia | \| \| Cerrostrangalia herrerai \| \| \| \| \| \| Cerrostrangalia solisi \| \| \| \| |
|                 | \| \| Cerrostrangalia herrerai \| \| \| \| \| \| Cerrostrangalia solisi \| \| \| \| |
|                 | Cerrostrangalia herrerai                                                            |
|                 |                                                                                     |
|                 | Cerrostrangalia solisi                                                              |
|                 |                                                                                     |